# Надтеречненское сельское поселение
Надтеречненское се́льское поселе́ние — муниципальное образование в Надтеречном районе Чечни Российской Федерации.
Административный центр — село Надтеречное.

## История
Статус и границы сельского поселения установлены Законом Чеченской Республики от 20 февраля 2009 года № 16-РЗ «Об образовании муниципального образования Надтеречный район и муниципальных образований, входящих в его состав, установлении их границ и наделении их соответствующим статусом муниципального района и сельского поселения».

## Население
| 2010  | 2012    | 2013    | 2014    | 2015    | 2016    | 2017  |
| ----- | ------- | ------- | ------- | ------- | ------- | ----- |
| 8722  | ↗8922   | ↗9155   | ↗9331   | ↗9582   | ↗9732   | ↗9845 |
| 2018  | 2019    | 2020    | 2021    | 2023    | 2024    |       |
| ↗9931 | ↗10 015 | ↘10 001 | ↗11 163 | ↗11 194 | ↗11 246 |       |

## Состав сельского поселения
| № | Населённый пункт | Тип населённого пункта | Население |
| - | ---------------- | ---------------------- | --------- |
| 1 | Надтеречное      | село                   | ↗10 902   |
| 2 | Минеральный      | посёлок                | ↗261      |